# Rodrigo Soto
Rodrigo Alejandro Soto Zúñiga (Santiago, Chile, 30 de octubre de 1980) es un exfutbolista chileno, que jugaba como delantero. Tuvo pasos por varios clubes nacionales, siendo su último club Magallanes, donde se ganó el cariño de su hinchada por su carisma y esfuerzo. Le apodaban El impostor por su apariencia física, poco asimilable a la de un deportista profesional.

## Trayectoria
Soto debutó como futbolista en el Club Deportivo UNIACC, un equipo formado por la Universidad de Artes, Ciencias y Comunicación, para participar en la alta competencia, la Tercera División 2003, logrando clasificar al Hexagonal Final, que determinaba al campeón y equipo ascendido a Primera B. El club finalmente ocupó la quinta posición del grupo.
Al año siguiente ya aparece en Primera División, jugando por Unión San Felipe. En el conjunto aconcagüino permaneció por dos temporadas. Luego fichó por Curicó Unido en 2006, cuando el equipo curicano volvía al fútbol profesional, dejando una muy buena impresión en la hinchada por su buena participación y goles importantes.
En la temporada siguiente tuvo un gran paso por San Luis de Quillota jugando 37 partidos y anotando 14 tantos. Posteriormente, fichó por dos temporadas en Coquimbo Unido, siendo la temporada de Primera B 2008 muy destacada, ya que Coquimbo clasificó a la final por el ascenso a Primera que jugó contra Municipal Iquique, y al perderla jugó la Liguilla de Promoción, cayendo derrotado nuevamente ante Universidad de Concepción.
Después vistió por dos años la camiseta de San Marcos de Arica y otros dos en Magallanes, en donde puso punto final a su carrera en 2014.

## Clubes
| Club                | País  | Año       |
| ------------------- | ----- | --------- |
| UNIACC              | Chile | 2003      |
| Unión San Felipe    | Chile | 2004-2005 |
| Curicó Unido        | Chile | 2006      |
| San Luis            | Chile | 2007      |
| Coquimbo Unido      | Chile | 2008-2009 |
| San Marcos de Arica | Chile | 2010-2011 |
| Magallanes          | Chile | 2012-2014 |